# Johnny Galecki
John Mark "Johnny" Galecki, född 30 april 1975 i Bree, Belgien, är en amerikansk skådespelare, främst känd för rollerna som David Healy i Roseanne och som Leonard Hofstadter i The Big Bang Theory. Galecki har även en roll i filmen Hancock, där han spelar mot Will Smith. Galecki medverkar också i ett avsnitt av tv-serien My name is Earl, där han spelar en kille vars liv förstörts på grund av Earl.
Galecki föddes i staden Bree i Belgien av amerikanska föräldrar. Hans mor, Mary Lou, var inteckningskonsult och hans far, Richard Galecki, tjänstgjorde i det amerikanska flygvapnet med stationering i Belgien och arbetade även som rehabiliteringslärare. Han har en bror, Nick, och en syster, Allison. Galecki flyttade till Oak Park, Illinois, med sin familj när han var tre år gammal.
2011 blev han nominerad till Emmy Award för sin roll som Leonard Hofstatder och 2012 vann han en Satellite Award för samma roll.

## Filmografi

### Film
| År   | Film                                 | Roll                     | Notering          |
| ---- | ------------------------------------ | ------------------------ | ----------------- |
| 1987 | Time Out for Dad                     | Matt Rowles              |                   |
| 1987 | Bortom all misstanke                 | Doug Rule                |                   |
| 1988 | Jimmy Reardons erövringar            | Toby Reardon             |                   |
| 1989 | Tror du på tomten, Jessie?           | Billy Quinn              |                   |
| 1989 | Ett päron till farsa firar jul       | Russell "Rusty" Griswold |                   |
| 1989 | In Defense of a Married Man          | Eric                     |                   |
| 1991 | Morsor på plan                       | Tim Seavers              |                   |
| 1993 | A Family Torn Apart                  | Daniel Hannigan          |                   |
| 1994 | Without Consent                      | Marty                    |                   |
| 1996 | Murder at My Door                    | Teddy McNair             |                   |
| 1997 | Bean – den totala katastroffilmen    | Stingo Wheelie           |                   |
| 1997 | Suicide Kings                        | Ira Reder                |                   |
| 1997 | Jag vet vad du gjorde förra sommaren | Max Neurick              |                   |
| 1998 | The Opposite of Sex                  | Jason Bock               |                   |
| 2000 | Playing Mona Lisa                    | Arthur                   |                   |
| 2000 | Tillbaka till kärleken               | Seth                     |                   |
| 2001 | Morgan's Ferry                       | Darcy                    |                   |
| 2001 | Vanilla Sky                          | Peter Brown              |                   |
| 2003 | Bookies                              | Jude                     |                   |
| 2004 | Chrystal                             | Barry                    |                   |
| 2004 | White Like Me                        | Marcus                   | Kortfilm          |
| 2005 | Happy Endings                        | Miles                    | Okrediterad cameo |
| 2007 | Who You Know                         | David                    | Kortfilm          |
| 2008 | Hancock                              | Jeremy                   |                   |
| 2009 | Table for Three                      | Ted                      |                   |
| 2011 | In Time                              | Borel                    |                   |
| 2013 | CBGB                                 | Terry Ork                |                   |
| 2016 | The Cleanse                          | Paul                     | Även producent    |
| 2017 | Rings                                | Gabriel Brown            |                   |
| 2019 | A Dog's Journey                      | Henry Montgomery         |                   |

### TV
| År              | Titel               | Roll                      | Notering |
| --------------- | ------------------- | ------------------------- | --- |
| 1990–1991       | American Dreamer    | Danny Nash                | 17 avsnitt; En Young Artist Award nominering |
| 1990            | Blind Faith         | John Marshall             | |
| 1991            | Blossom             | Jason                     | Avsnitt: "Sex, Lies and Teenagers" |
| 1992            | Billy               | David MacGregor           | 13 avsnitt |
| 1992–1997; 2018 | Roseanne            | David Healy / Kevin Healy | Tre Young Artist Award nomineringar (1993, 1994, 1995), varav en vinst (Best Youth Comedian, 1994) |
| 1993            | Civil Wars          | Greg Stolbach             | Avsnitt: "Split Ends" |
| 2000            | Batman Beyond       | Knux (röst)               | Avsnitt: "April Moon" |
| 2000            | Norm show           | Dale Stockhouse           | Avsnitt: "Norm vs. Youth: Part 1" och "Norm vs. Youth: Part 2" |
| 2004            | LAX                 | Leland Pressman           | Avsnitt: "Finnegan Again, Begin Again" |
| 2005            | My Name Is Earl     | Scott                     | Avsnitt: "Stole Beer from a Golfer" |
| 2005            | Hope & Faith        | Jay                       | 3 avsnitt |
| 2006            | American Dad!       | Arnie (röst)              | Avsnitt: "Irregarding Steve" |
| 2006–2007       | My Boys             | Trouty                    | 3 avsnitt |
| 2007–2019       | The Big Bang Theory | Dr. Leonard Hofstadter    | Huvudroll Satellite Award för bästa manliga huvudroll i en TV-serie – musikal eller komedi (2012) Nominering – Primetime Emmy Award för bästa manliga huvudroll i en komediserie (2011) Nominering – Golden Globe Award för bästa manliga huvudroll i en TV-serie – musikal eller komedi (2011) Nominering – Screen Actors Guild Award för bästa skådespelarensemble i en komediserie (2012–2017) Nominering – Critics' Choice Television Award för bästa skådespelare i en komediserie (2015) |
| 2009            | Family Guy          | Leonard Hofstadter (röst) | Avsnitt: "Business Guy" |
| 2011            | Entourage           | Sig själv                 | 3 avsnitt |
| 2016            | Lip Sync Battle     | Sig själv                 | Avsnitt: "Josh Gad vs. Kaley Cuoco" |
| 2018–2019       | The Conners         | David Healy               | 4 avsnitt |

## Övrigt
Asteroiden 8623 Johnnygalecki är uppkallad efter Johnny Galecki.